# Victoria Ocampo

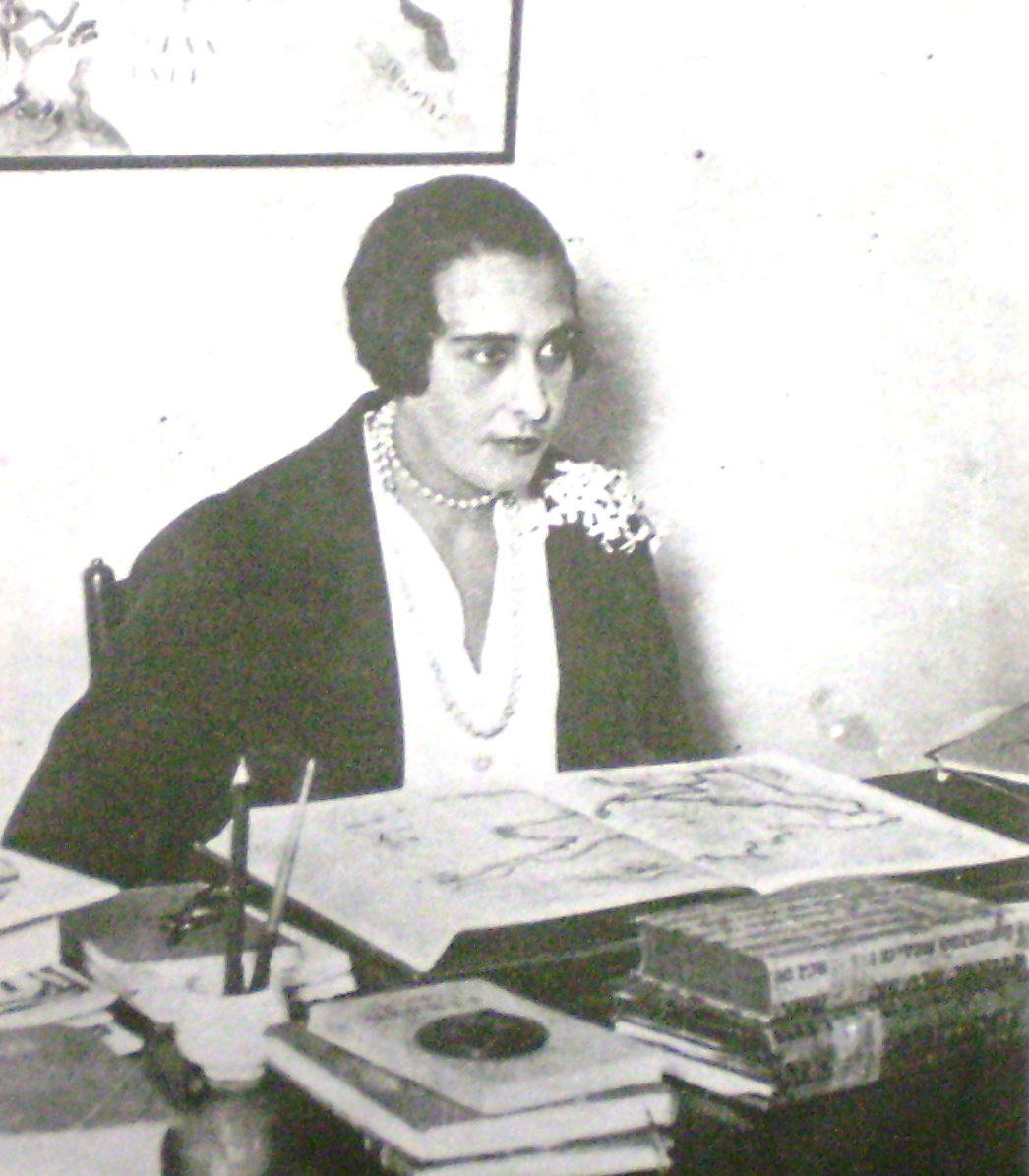
Victoria Ocampo omkring 1925

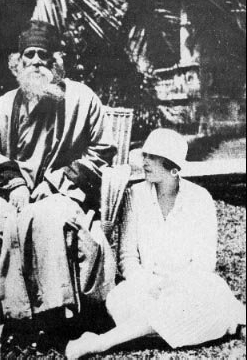
Rabindranath Tagore och Victoria Ocampo i Villa Ocampo

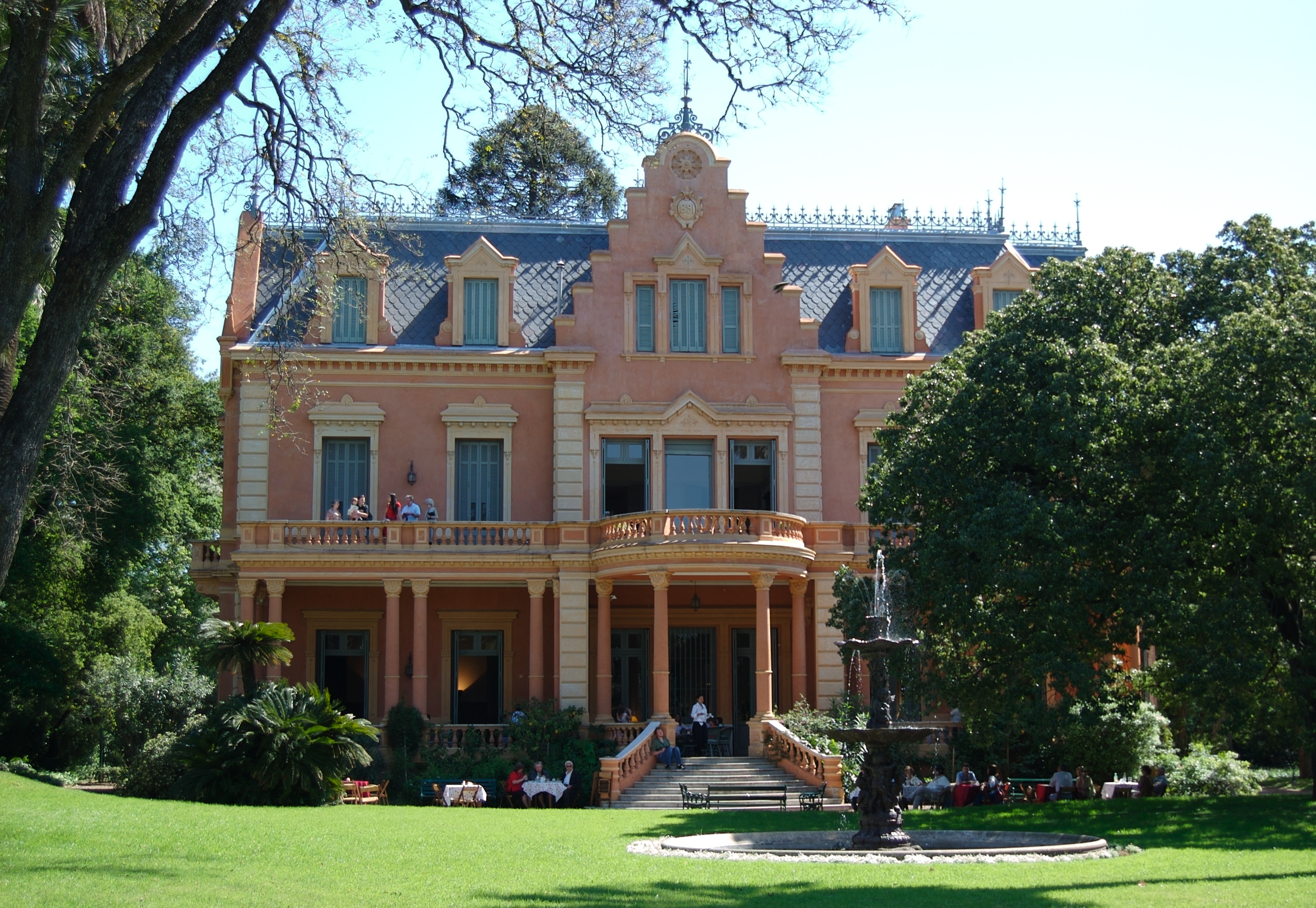
Villa Ocampo i San Isidro

Ramona Victoria Epifania Ocampo, född 7 april 1890 i Buenos Aires i Argentina, död 27 januari 1979 i Buenos Aires, var en argentinsk författare.
Victoria Ocampo växte upp i en förmögen familj i Buenos Aires och utbildades i hemmet av en fransysk hemlärare. Hennes familj var motståndare till formell utbildning för kvinnor, men det påstås i en biografi att hon vid en vistelse för familjen i Paris 1906–1907 som 17-åring tillåtits att närvara vid föreläsningar på Sorbonne och på Collège de France, bland andra av Henri Bergson.
Hon gifte sig 1912 med Bernando (Monaco) de Estrada. Paret skiljde sig 1920, varefter hon hade en 13-årig affär med den tidigare makens kusin, diplomaten Julián Martínez. Hon debuterade, på franska, med De Francesca à Beatrice (1923?), en essäbok om Dantes Den mänskliga komedin. 
År 1931 grundade hon tidskriften Sur, Latinamerikas på sin tid mest betydande litteraturmagasin. Sur publicerade bland andra Jorge Luis Borges, Eduardo Mallea, Ernesto Sabato, Adolfo Bioy Casares, Julio Cortázar, José Ortega y Gasset, Albert Camus, Pierre Drieu La Rochelle, Gabriela Mistral och Alfonso Reyes.
Under andra världskriget stödde hon och var medredaktör från Argentina för den franskspråkiga anti-nazistiska Lettres Francaises. 
År 1953 var hon en kort tid fängslad som öppen motståndare till Juan Domingo Peróns regim. Hon blev, som första kvinna, ledamot av Argentinas akademi för litteratur 1976. Hennes bostad från 1940 i San Isidro utanför Buenos Aires, Villa Ocampo, var under hennes livstid en samlingsplats för både argentinska och utländska författare, och är sedan 2010 öppnad som ett kulturcentrum.